# 스완의 사랑
《스완의 사랑》(Un Amour de Swann)은 마르셀 프루스트의 작품 《잃어버린 시간을 찾아서》의 제1권에 삽입된 일화다. 주인공 스완은 그렇게도 싫어하는 스타일의 오데트를 어느 순간 사랑하게 된다. 사랑은 인간이 스스로 만들 수 있는 게 아니기 때문이다. 그건 사람의 의지와는 무관하게 존재하는 힘이다.

## 배경
《잃어버린 시간을 찾아서》는 20세기 세계문학이 얻은 가장 중요한 작품으로 손꼽힌다. 그렇지만 11권에 달하는 방대한 분량 때문에 접근하기가 힘들다. 《스완의 사랑》은 그중 제1권에 삽입된 일화다. 해당 텍스트만으로도 석·박사과정에서 다양한 주제로 연구되고 대학진학자격고사(바칼로레아)의 프로그램에 포함되기도 함으로써 오래전부터 그 독립성을 인정받고 있다. 프랑스에서도 일반 판본뿐만 아니라 주석본, 가죽 장정에 삽화를 넣은 초호화 장서본 등으로 판을 거듭해 출판된다.

### 내용
이 책은 스완이라는 인물의 한 여자에 대한 사랑을 이야기한다. 사랑은 두 사람이 의지에 의해 만들어서 키워 갈 수 있는 감정이 아니라 에너지로서 존재하는 어떤 것이다. 자체적 발생과 발육과 쇠퇴의 곡선을 가진 무형의 생명체다. 사람의 외부에 독자적인 힘으로 존재하다가 예고 없이 우리의 마음속에 자리를 잡는, 사람의 의지와는 무관하게 존재하는 힘이다. 이 힘에 휩쓸리게 되면 사랑이 실어 온 최초의 행복은 곧 아픔과 고통이라는 불길한 이름의 것에 자리를 내어 주고 사랑은 수술로도 제거할 수 없는 암적인 것이 된다. 이러한 특이한 사랑의 관념, 이러한 사랑의 특성을 프루스트는 스완의 ‘한’ 사랑, 즉 오데트에 대한 사랑을 통해 함축적으로 보여 준다.
흔히 스완은 《잃어버린 시간을 찾아서》의 화자, ‘나’의 정신적 아버지라고 일컬어진다. 그것은 화자 자신이 스완에게 진 빚을 자주 고백하기 때문이다. 오데트에 대한 스완의 사랑을 이야기하는 것도 자신 역시 스완과 동일한 감정적 체험을 했기 때문이고, 지적인 면에서 스완의 가르침들은 화자 자신이 삶의 크고 작은 목표를 설정하고 인생관을 정립하는 데 큰 지침이 되었다고 증언한다. 가장 큰 차이는 스완은 그의 재능과 체험을 어떤 작품으로도 구체화하지 못한 채 사라졌지만 그를 많은 점에서 계승한 화자는 《잃어버린 시간을 찾아서》라는 다채로운 부분들을 치밀한 구조로 조화시킨 거대한 축조물, 아름다운 대성당과 같은 작품을 완성했다는 점이다. 《스완의 사랑》으로 이 거대한 세계를 잠시 엿보는 것도 흥미로운 일이 될 것이다.